# Cinque Nazioni 1930
Il Cinque Nazioni 1930 (in inglese 1930 Five Nations Championship; in francese Tournoi des Cinq Nations 1930; in gallese Pencampwriaeth y Pum Gwlad 1930) fu la 16ª edizione del torneo annuale di rugby a 15 tra le squadre nazionali di Francia, Galles, Inghilterra, Irlanda e Scozia, nonché la 43ª in assoluto considerando anche le edizioni dell'Home Championship.
Il successo finale arrise, per la quindicesima volta, all'Inghilterra che tuttavia mancò sia la Triple Crown che lo Slam proprio all'ultima gara contro la Scozia: a Twickenham andò in scena infatti un insolito, anche se per l'epoca non desueto a livello internazionale, zero a zero che permise agli inglesi la vittoria in solitaria ma nessuno degli onori accessori; la Calcutta Cup, in mano alla Scozia, per regolamento le rimase assegnata visto il pareggio; pur matematicamente raggiungibile e, financo, superabile dalla Francia, essa perse a Colombes nella partita successiva contro il Galles.
Il valore delle marcature, come stabilito dall’IRFB nel 1905, era: 3 punti per ciascuna meta (5 se trasformata), 3 punti per la realizzazione di ciascun calcio piazzato o mark, 4 punti per la realizzazione di ciascun drop.

## Nazionali partecipanti e sedi
| Squadra     | Città           | Impianto interno         |
| ----------- | --------------- | ------------------------ |
| Francia     | Colombes        | Stadio Yves du Manoir    |
| Galles      | Cardiff Swansea | Arms Park St Helen's     |
| Inghilterra | Londra          | Twickenham               |
| Irlanda     | Belfast Dublino | Ravenhill Lansdowne Road |
| Scozia      | Edimburgo       | Murrayfield              |

## Risultati
| Arbitro: | David Helliwell |

|          |      |         |
| Bioussa  | mt   | Simmers |
| Magnanou | drop |         |

| Arbitro: | Rupert Jeffares jr. |

|              |      |           |
| Jones-Davies | mt   | Reeve (2) |
|              | tr   | Black     |
|              | c.p. | Black     |

| Arbitro: | Barry Cumberledge |

|  |    |         |
|  | mt | Samatan |
|  | tr | Ambert  |

| Arbitro: | Jim Wheeler |

|             |      |          |
| Simmers (2) | mt   | G. Jones |
| Waters      | tr   | I. Jones |
| Waddell     | drop | G. Jones |

| Arbitro: | Albert Freethy |

|        |      |       |
|        | mt   | Nevis |
| Murray | drop |       |

| Arbitro: | Albert Freethy |

|                      |    |        |
| Periton Reeve Robson | mt | Serin  |
| Black                | tr | Ambert |

| Arbitro: | Barry Cumberledge |

|                        |    |                |
| Ford MacPherson Waters | mt | Crowe Davy (3) |
| Waters                 | tr | Murray         |

| Arbitro: | David Helliwell |

|                              |      |        |
| Arthur H. Jones Peacock Skym | mt   |        |
|                              | c.p. | Murray |
|                              | drop | Davy   |

| Londra 15 marzo 1930 | Inghilterra         | 0 – 0 referto | Scozia | Twickenham\| Arbitro: \| Rupert Jeffares jr. \| |
| Arbitro:             | Rupert Jeffares jr. |               |        |                                                 |

| Arbitro: | David Helliwell |

|  |      |                       |
|  | mt   | Skym                  |
|  | drop | Powell Stewart-Morgan |

## Classifica
| Pos | Squadra     | G | V | N | P | PF | PS | DP  | Pt |
| --- | ----------- | - | - | - | - | -- | -- | --- | -- |
| 1   | Inghilterra | 4 | 2 | 1 | 1 | 25 | 12 | +13 | 5  |
| 2   | Galles      | 4 | 2 | 0 | 2 | 35 | 30 | +5  | 4  |
| 3   | Irlanda     | 4 | 2 | 0 | 2 | 25 | 31 | −6  | 4  |
| 4   | Francia     | 4 | 2 | 0 | 2 | 17 | 25 | −8  | 4  |
| 5   | Scozia      | 4 | 1 | 1 | 2 | 26 | 30 | −4  | 3  |